# Chińska triada nuklearna
Broń jądrowa Chińskiej Republiki Ludowej – strategiczne i taktyczne siły jądrowe Chińskiej Armii Ludowo-Wyzwoleńczej. Stanowią element odstraszania nuklearnego.

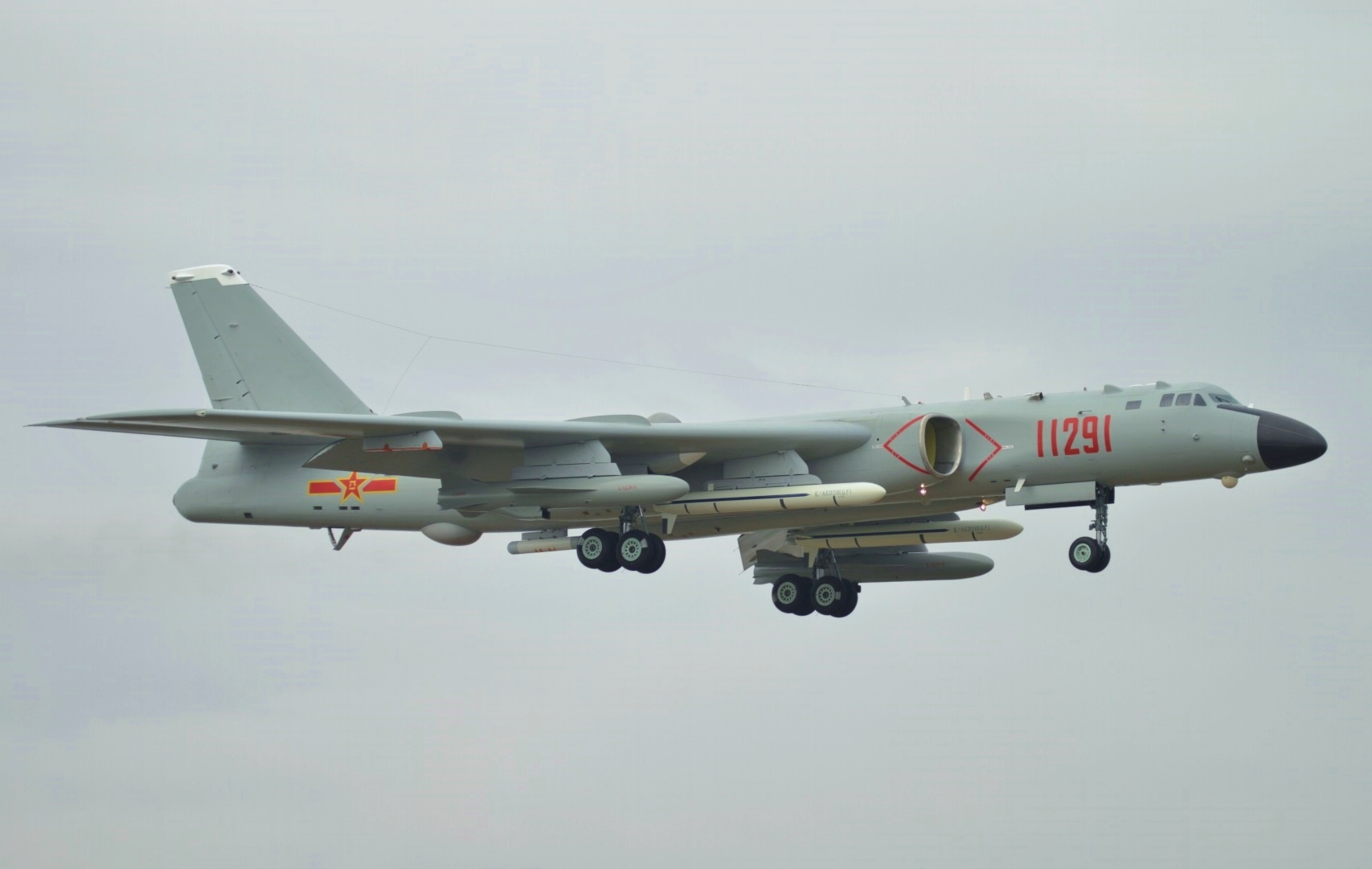
Bombowiec H-6K z pociskami manewrującymi (2018)

Zasadnicza cześć chińskiej triady to pociski balistyczne bazowania lądowego podległe 2 Korpusowi Artylerii. Uzupełniają ją bombowce strategiczne dalekiego zasięgu H-6 zdolne do przenoszenia rakiet manewrujących z głowicami atomowymi. Liczbę głowic dopełnia kilkadziesiąt głowic pocisków SLBM, czyli pocisków wystrzeliwanych z atomowych okrętów podwodnych.
W ostatnich latach Chiny przyspieszyły rozbudowę sił nuklearnych. Do 2035 Chińska Armia Ludowo-Wyzwoleńcza może zgromadzić około 1500 głowic nuklearnych.

## Charakterystyka

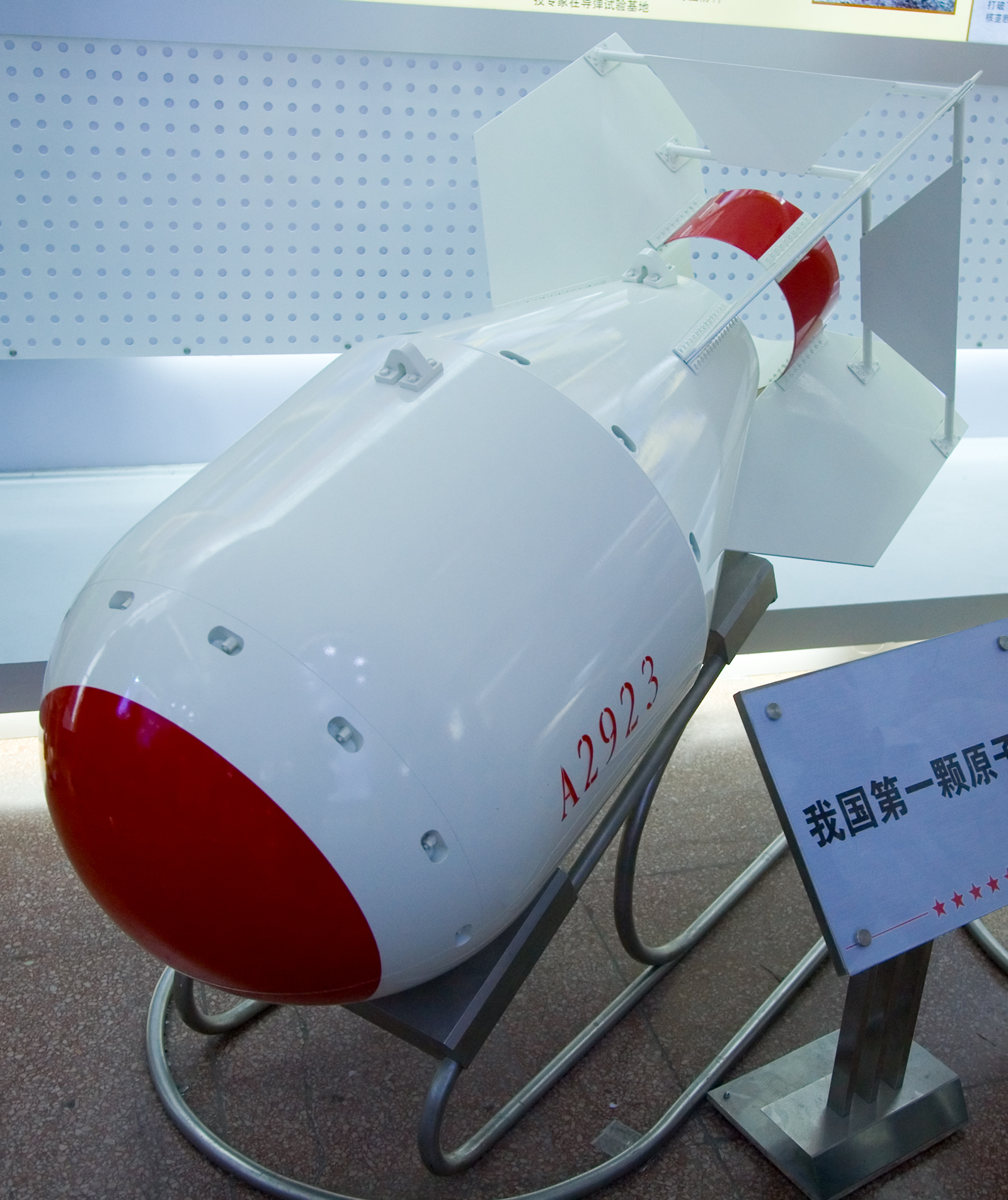
Makieta pierwszej chińskiej bomby atomowej

Już od lat 50. XX w. chińscy naukowcy i konstruktorzy współdziałali z naukowcami radzieckimi w tworzeniu wspólnego programu nuklearnego. Po śmierci Stalina stosunki między państwami uległy pogorszeniu i w konsekwencji ZSRR wypowiedział umowę dotyczącą rozwoju broni jądrowej. Chiny już samodzielnie kontynuowały prace nad własną bronią atomową. W 1964 dokonano pierwszego testu atomowego na poligonie Lop Nor w prowincji Xinjang, w 1966 skonstruowano pierwszą rakietę balistyczną, a w czerwcu 1967 roku zdetonowano pierwszą bombę wodorową.
Chiny opowiadały się za ograniczeniem sił jądrowych oraz deklarują nieużywanie broni nuklearnej – jako pierwsze – przeciwko jakiemukolwiek państwu. Już w 1992 przystąpiły do układu o nierozprzestrzenianiu broni jądrowej, a w 1996 podpisały Traktat o całkowitym zakazie prób z bronią jądrową. Pod koniec lat 90. podpisały szereg porozumień bilateralnych ze Stanami Zjednoczonymi w tej materii.
Pod koniec maja 2015 opublikowano nową „Chińską strategię wojskową”, w której własna polityka obrony narodowej określana została jako defensywna, a rozbudowę struktury obrony narodowej traktuje się jako strategiczny cel modernizacji państwa. Zgodnie z nową doktryną, Chiny najpierw ostrzegą przeciwnika przed wykorzystaniem broni jądrowej, a jeżeli przeciwnik dalej będzie prowadził wrogie działania, mogą przeprowadzić wyprzedzający atak atomowy. W strategii wojennej podkreślono, że Chiny będą stosować zasadę aktywnej obrony, która łączy strategiczną obronę z jednoczesną taktyczną i operacyjną ofensywą.
Chiny nadal realizują program budowy „triady jądrowej”. Rozwijają strategiczne pociski balistyczne na paliwo stałe o zasięgu powyżej 13000 km, pracują nad wdrożeniem do rakiet głowic MIRV, rozwijają systemy mobilne, budują atomowe okręty podwodne typu Jin z rakietami balistycznymi SLBM. Prowadzą też prace nad rozwojem taktycznej broni jądrowej i środków jej przenoszenia; nad pociskami manewrującymi wystrzeliwanymi z wyrzutni lądowych DH-10 i nosicieli powietrznych DH-20 (CJ-20) oraz taktycznymi bombami jądrowymi dla samolotów myśliwsko-bombowych.

Rozbudowywane są także podziemne tunele, które łączą ze sobą bazy z wyrzutniami rakiet. Szacuje się, że ich łączna długość wynosi ponad 5000 km. Kompleks nazywany jest „podziemnym Chińskim Murem”. Tunele te pełnią funkcję schronów, ale także służą do rozmieszczania wyrzutni mobilnych z rakietami balistycznymi. Wyniki badań wykazują, że w tunelach może być ukrytych do 3000 rakiet balistycznych.

W czerwcu 2012  pojawiły się doniesienia o budowie dwóch pól rakietowych na pustyni Xinjiang. Łączna pojemność obiektów miała wynosić 229 podziemnych silosów.

## Komponent lądowy

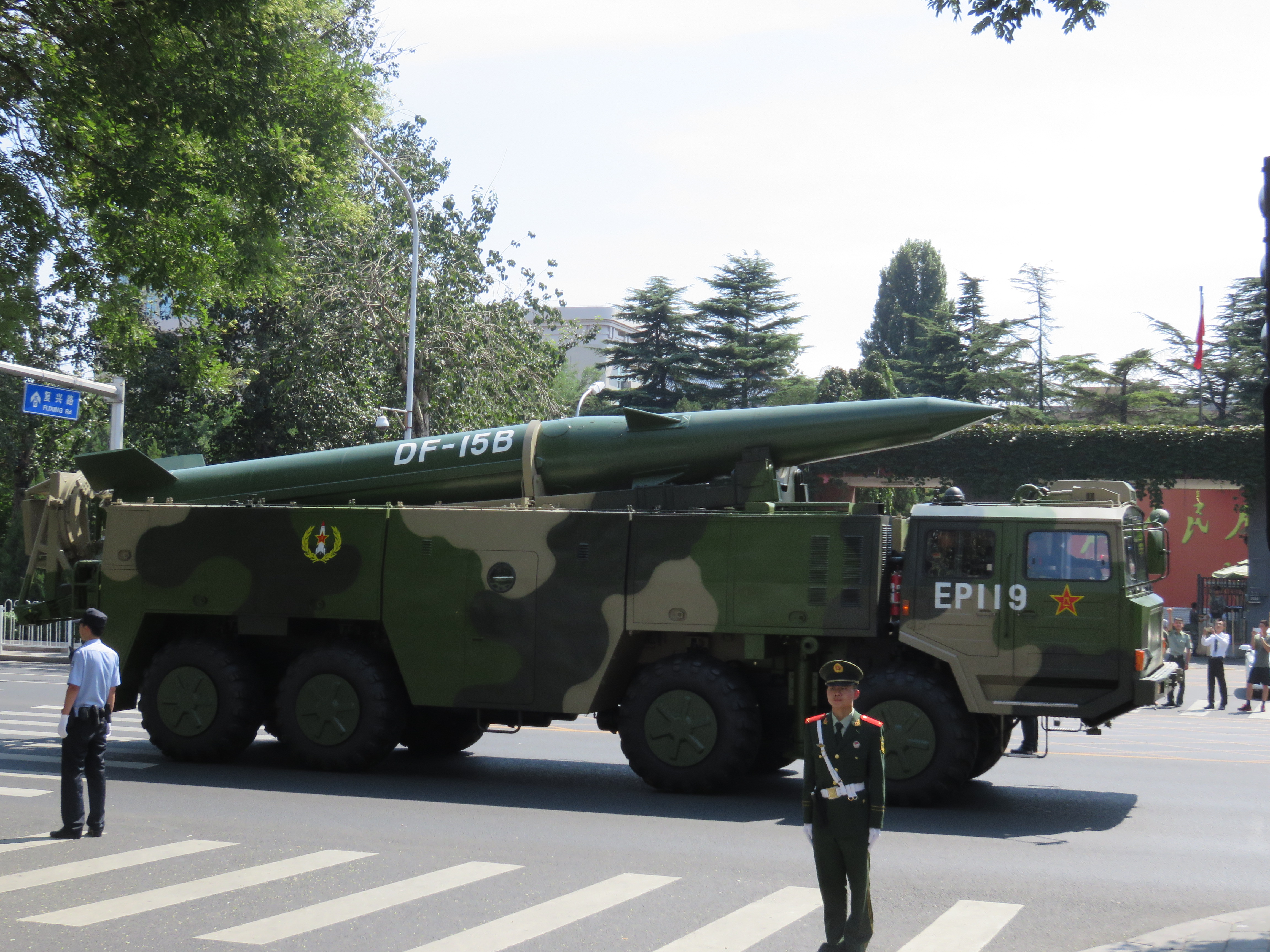
Pocisk balistyczny DF-15B na paradzie 3 września 2015

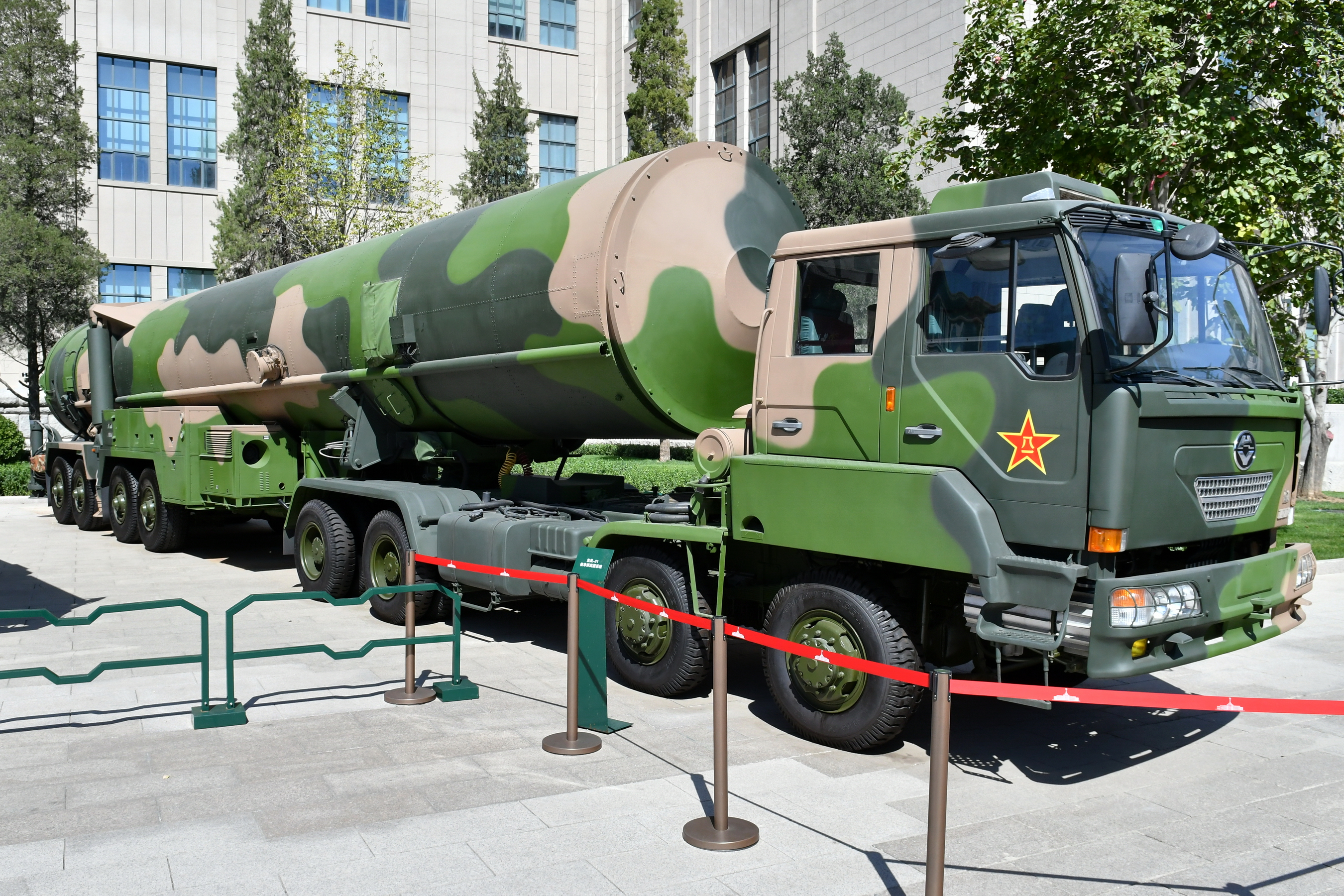
Rakieta balistyczna DF-31 (CSS-10)

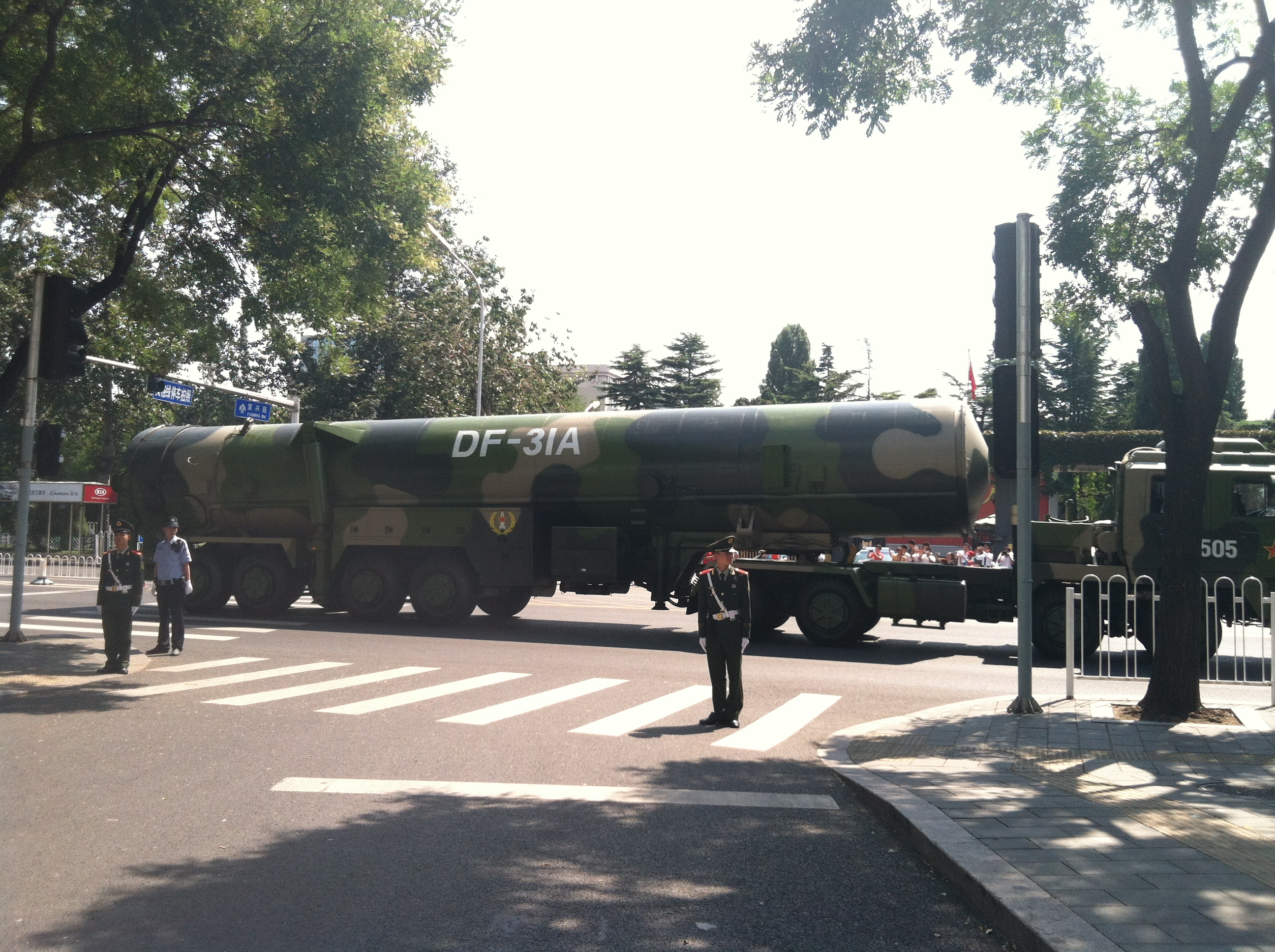
Międzykontynentalny pocisk balistyczny DF-31A

Chińskie rakiety balistyczne zgrupowane są w sformowanym w 1966 roku 2 Korpusie Artylerii. Zadaniem Korpusu jest utrzymanie potencjału jądrowego w gotowości do użycia, wykonanie kontrataków nuklearnych oraz demonstrowanie polityki odstraszania wobec innych państw. Jego brygady zostały rozmieszczone w rejonach, w których chińscy politycy i wojskowi widzą największe zagrożenie. 56 Brygada Rakietowa stacjonuje na kierunku rosyjskim, 52 Brygada na kierunku Tajwanu, 51 Brygada na kierunku Pacyfiku Zachodniego i Dalekiego Wschodu, 54 Brygada na kierunku japońskim i Pacyfiku Zachodniego, a 53. i 55 Brygada na kierunku indyjskim i południowym.
Pierwszymi chińskimi rakietami opartymi na technologii radzieckiej były rakiety Bongfeng-1 i Dongfeng-2. Pierwsza z nich była kopią radzieckiej R-2, a drugą wyprodukowano na licencji R-5 Pobieda. W 1971 do służby weszła rakieta DF-3 powstała na bazie radzieckiej rakiety R-14 Czusowaja. Na początku lat 80. XX w. rozwinięto ją do wersji DF-3A. Mogła ona razić cele na wyspie Guam, na której znajduje się amerykańska baza wojskowa. W 1984 armia chińska posiadała 110 rakiet, a w 1993 już tylko około 50. W 2014 wszystkie rakiety zostały wycofane z uzbrojenia brygad rakietowych.

Pierwszą chińską międzykontynentalną dwustopniową rakietą balistyczną na paliwo ciekłe była wprowadzona na uzbrojenie w 1976 rakieta DF-4 (CSS-3). Zasięg pocisku umożliwiał także przeprowadzenie ataku na Moskwę. Jedna z brygad rakietowych posiadała 10 mobilnych wyrzutni tych rakiet. W 1981 do uzbrojenia wprowadzono kolejny typ rakiety na paliwo ciekłe. Była to trzystopniowa rakieta balistyczna DF-5 (CSS-4), umieszczona w stałych silosach. W 1986 zmodernizowano ją do wariantu DF-5A, o zwiększonym zasięgu i z możliwością przenoszenia głowicy MIRV. W użyciu pozostaje (2016) 20 wyrzutni tych rakiet. W celach maskowania operacyjnego, Chiny wybudowały szereg płytkich silosów imitujących wyrzutnie rakiet balistycznych.

W 1991 wprowadzono do uzbrojenia pierwszy pocisk balistyczny na paliwo stałe. Była to rakieta DF-21 (CSS-5) na platformie mobilnej. Wersja DF-21D przeznaczona jest do niszczenia okrętów. Na bazie rakiety DF-21 rozwinięto także rakietę DF-26 przeznaczoną do niszczenia rakiet balistycznych i zespołów okrętów.
Najnowszym pociskiem balistycznym na platformie mobilnej jest międzykontynentalna rakieta balistyczna DF-31 (CSS-10), wraz z jej odmianą DF-31A. Ta ostatnia zdolna jest pokonywać obronę antyrakietową, posiada możliwości zmiany celu podczas lotu i przenoszenia głowicy MIRV z 3-5 autonomicznymi głowicami o mocy 20-150 kt. Rakiety DF-31A znajdują się w uzbrojeniu trzech brygad. W 2016 trwały prace nad międzykontynentalną mobilną trzystopniową rakietą na paliwo stałe DF-41 (CSS-20).

Ocenia się, że Chiny posiadają (2016) około 260-300 głowic jądrowych; około 46 międzykontynentalnych strategicznych pocisków balistycznych ICBM, w tym 20 pocisków DF-5A rozmieszczonych w stałych silosach i 25 pocisków DF-31A umieszczonych na mobilnych platformach. W wyposażeniu znajduje się 80 rakiet balistycznych ERBM średniego zasięgu DF-21A na mobilnych wyrzutniach samochodowych i 10 pocisków DF-4.  Z wyjątkiem zmodernizowanych pocisków DF-5A uzbrojonych w głowice MIRV, większość rakiet przenosi jedną głowicę jądrową. Chiny systematycznie rozwijają też pociski manewrowe cruise, które mogą być nosicielami zarówno głowic konwencjonalnych jak i jądrowych. Pociski manewrujące DH-10 (CJ-10) wystrzeliwane są z trzech kontenerowych wyrzutni lądowych, umieszczonych na platformie samochodowej. Ocenia się, że chińskie siły zbrojne posiadają w uzbrojeniu kilkadziesiąt wyrzutni i kilkaset tego typu rakiet.
| Rakiety bazowania lądowego | Rakiety bazowania lądowego | Rakiety bazowania lądowego | Rakiety bazowania lądowego |
| Środki przenoszenia        | Liczba                     | Zasięg                     | Moc                        |
| -------------------------- | -------------------------- | -------------------------- | -------------------------- |
| DF-3A (CSS-2)              |                            | 3300                       | 1 x 3,3 Mt                 |
| DF-4 (CSS-3)               | 10                         | 5500-7000                  | 1 x 3,3 Mt                 |
| DF-5A (CSS-4)              | 20                         | 12000-15000                | 1 x 4-5 Mt                 |
| DF-15 (CSS-6)              | 100                        | 600                        | 90 kt                      |
| DF-21A (CSS-5)             | 80                         | 2100                       | 1 x 200-300 kt             |
| DF-31 (CSS-10 M1)          | 8                          | 8000                       | 1 x 200-300 kt             |
| DF-31A (CSS-10 M2)         | 25                         | 12000                      | 1 x 100-300 kt             |
| DF-41 (CSS-X-20)           | 25                         |                            |                            |

## Komponent lotniczy

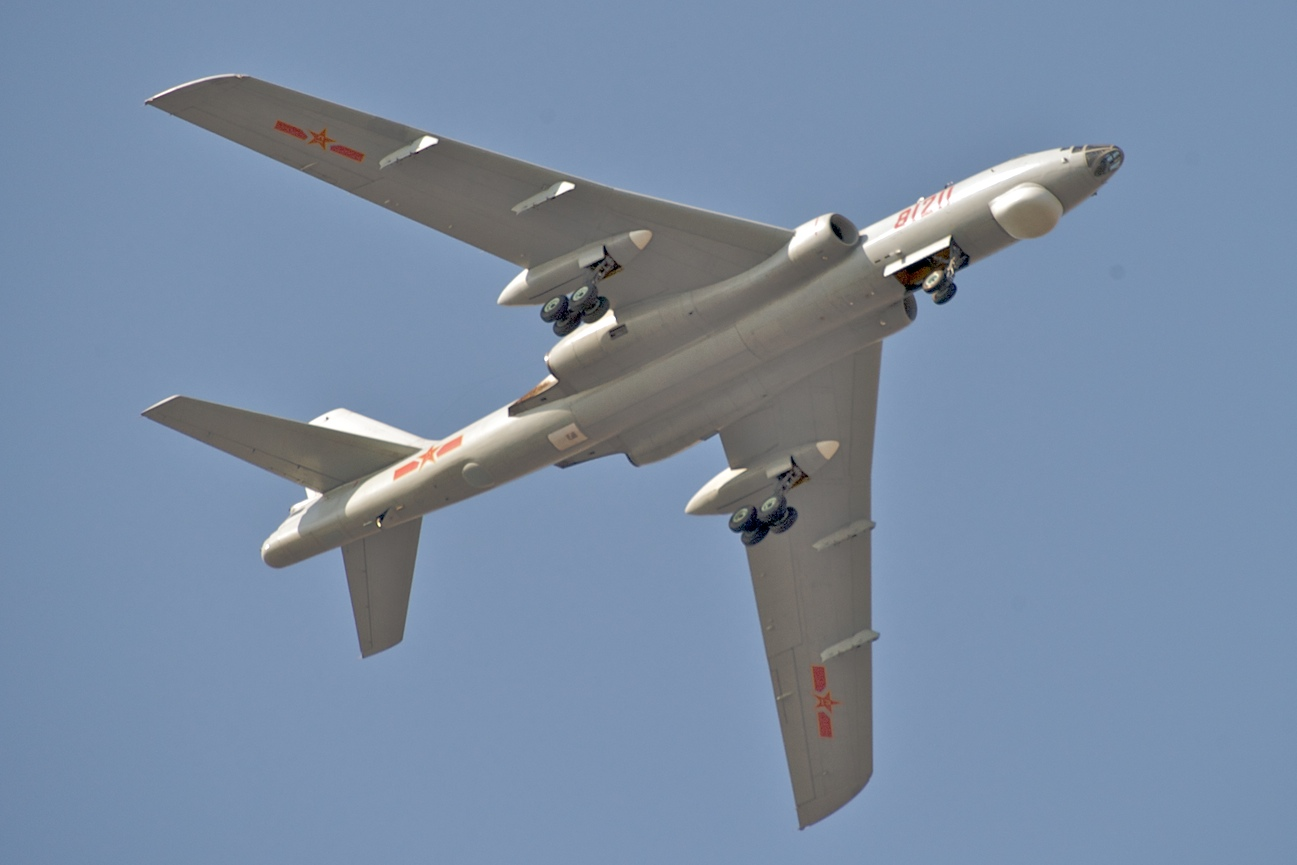
Samolot bombowy Xian H-6

Jako pierwsze do przenoszenia broni jądrowej w chińskim lotnictwie wojskowym przystosowane zostały bombowce H-6 (Hong-6). Były produkowane na licencji radzieckich samolotów Tu-16. W sumie zbudowano około 150 samolotów różnych wersji. W 2007 oblatano nowy ciężki bombowiec Xian H-6K. Samolot może przenosić 6 pocisków manewrujących CJ-10A. Dzięki swojemu zasięgowi i zasięgowi rakiet CJ-10A, które mogą być uzbrojone w głowice jądrowe, chińskie bombowce mogą razić bazy USA na Hawajach, Alasce i wyspie Guam bez konieczności opuszczania przestrzeni chronionej przez obronę powietrzną Chin. Wyposażone w 6 rakiet YJ-62 lub YJ-12, do niszczenia celów nawodnych lub innych instalacji stanowią duże zagrożenie dla obiektów na Pacyfiku Zachodnim.

## Komponent morski

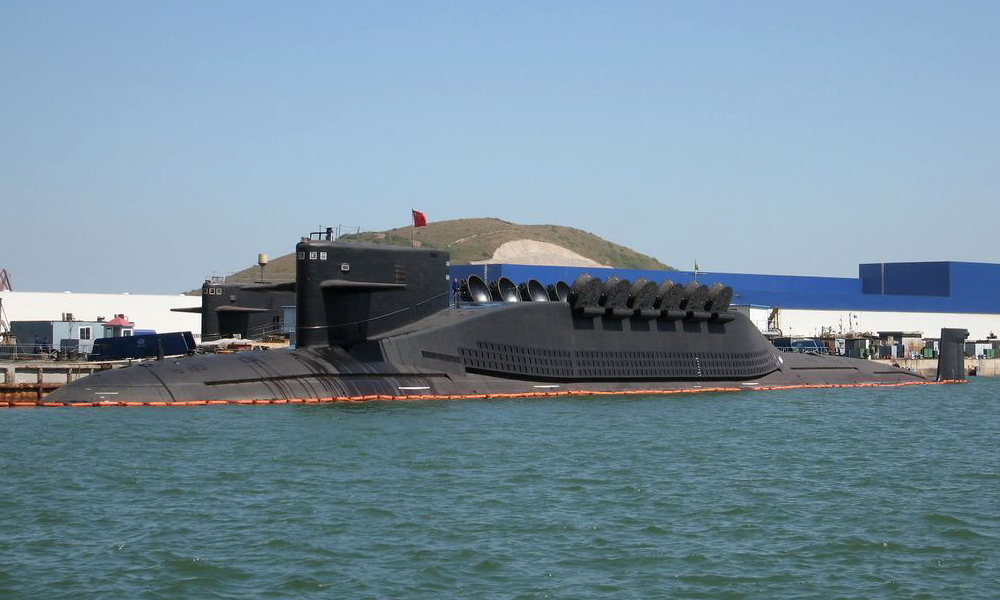
Okręt typu 094 Jin

Trzecią częścią chińskiej triady nuklearnej są atomowe okręty podwodne. Pierwszy z nich − atomowy okręt podwodny typu Xia z rakietami balistycznymi Jl-1 (Julang-1) wszedł do służby w 1987, ale nigdy nie prowadził działalności operacyjnej. Prawdopodobną przyczyną braku rozbudowy tego typu okrętów były problemy z odpalaniem pocisków balistycznych. 
W 2016 chińska marynarka wojenna posiadała trzy okręty podwodne projektu 094 Jin o numerach burtowych: 411, 412 i 413. Okręty te osiągnęły pełną gotowość operacyjną. Do końca 2017 planowano wprowadzić dwa następne okręty o numerach 414 i 415. Główne ich uzbrojenie to 12 wyrzutni rakiet balistycznych Jl-2 (Julang-2) rozmieszczonych w silosach w dwóch rzędach po sześć za kioskiem oraz sześć dziobowych wyrzutni torped 533 mm. Dzięki pociskom balistycznym, chińskie okręty podwodne rozwinięte na Morzu Żółtym są w stanie razić cele na Hawajach, Alasce i wybrzeżu zachodnim Stanów Zjednoczonych. Z kolei rozwinięte w zachodniej części Pacyfiku, mogą razić cele kontynentalne Stanów Zjednoczonych.
Atomowe okręty podwodne z balistycznymi rakietami stacjonują w bazie morskiej Yalong na wyspie Hajnan i w bazie morskiej Jianggezhuangzhen (Laoshan).